# CompactFlash

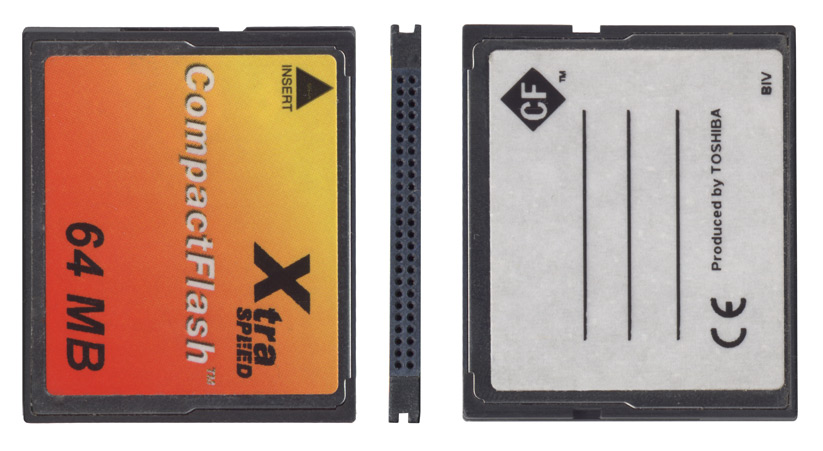
A CompactFlash tároló általános külalakja

A CompactFlash, röviden CF solid state (szilárd félvezető) technológián alapuló olcsó adattároló. Adattárolásra tipikusan flash memóriát alkalmaz. Nem tartalmaz mozgó alkatrészeket, ezért kevesebb energiát fogyaszt és ellenállóbb a fizikai behatásokkal (például rázkódással) szemben, mint a hagyományos mágneses háttértárak.
1994-ben mutatta be a SanDisk Corporation.

## Technikai adatok

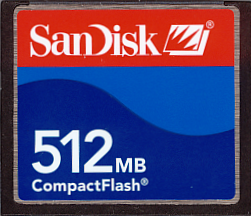
Egy 512 MByte-os CF-kártya

Két változata van, CF-I és CF-II, ezek csupán vastagságban térnek el) (a CF-II 5 mm vastag, szemben a 3,3 mm vastagságú CF-I-gyel). A Flash kártyák általában CF-I-esek.
512 MB, 2 GB, 4 GB, 8 GB, 16 GB, 32 GB, 64 GB, 128 GB  kapacitású változatai léteznek, de a legelterjedtebbek az 512 MB-8 GB méretűek. 
- Adatátviteli sebessége maximum 160MB/s is lehet (ez gyakorlatban~150MB/s)
- Kapacitás: legfeljebb 137 GB

[A CF szabvány 2.0 verziója szerint.]
A CF szabványt, mely alapvetően a PCMCIA ATA szabványra épül, a jelentős félvezetőgyártókat tömörítő CompactFlash Association fejleszti.

## Felhasználási területek
A CF kártyák egyik elterjedt felhasználási területe a digitális fényképezőgépek cserélhető tárhelye, valamint MP3 lejátszókban, és egyéb hordozható eszközökben is gyakran alkalmazzák.
Igény szerint, egy adapter segítségével CF kártyánkat a számítógép lemezeként is használhatjuk.
A CF to IDE – vagyis CompactFlash-kártya a számítógép 40 tűs IDE portjába – egy olyan megoldás, ami lehetővé teszi a CompactFlash-kártyák merevlemezként történő használatát számítógépekben. Ennek előnye a kisebb energiafelhasználás, az ezzel járó kisebb hőtermelés, és a csendes üzemmód.
Jelen pillanatban a leggyorsabb CF-kártya olvasási sebessége 160MB/s(1066X), ez  meghaladja a régebbi merevlemezek olvasási sebességét (IDE/ATA szabvány 133MB/s), de írási sebességük sok esetben lényegesen kisebb az elvárhatótól. Kapacitásban a CompactFlash-kártyák messze a merevlemezek tárolási kapacitása alatt vannak. Elméletben a Compact Flash kártyák élettartama kisebb, mint a  merevlemezek élettartama. A rendszer teljesítményét a CompactFlash-kártya olvasási és írási sebessége jelentősen befolyásolja. Beágyazott rendszerekben, szerverekben, és vékony kliensekben – beleértve a HTPC számítógépeket is – jól alkalmazható.